# 酒井雄三郎
酒井 雄三郎（さかい ゆうさぶろう、1860年10月22日（万延元年9月9日）‐ 1900年（明治33年）12月9日）は、日本の社会思想家、フランス学者である。

## 経歴・人物
肥前（現在の佐賀県）小城藩士であった酒井忠六の四男として生まれる。1879年（明治12年）に上京し中江兆民が開いた仏学塾に入所し、フランス学を学んだ。1889年（明治22年）に農商務省からの派遣により渡仏し、パリ万国博覧会に出席した。出席中はパリ大学に留学し、当時ヨーロッパでの社会問題について学び、社会党運動やメーデー等多くの社会運動を執筆し『国民之友』に寄稿する。翌1891年（明治24年）にはベルギーのブリュッセルに滞在し、ブリュッセル大学に留学する。また同年、同地で開催されていた第2回第二インターナショナルに日本人として初の参加者となり、その見聞記を『国民新聞』に寄稿するといった社会活動にも携わった。
1892年（明治25年）に一旦帰国し、その後はジャーナリストとしての活動も始め上野岩太郎や小島龍太郎、佐藤勇作らと共に「社会問題研究会」の設立に携わる。1900年（明治33年）には農商務省からの委託により、再度渡仏し朝日新聞の特別派遣記者として活動した。同年にはパリ万国博覧会に出席したが、閉幕から約１ヵ月後の12月9日にパリにて急逝した。死因は宿舎からの転落により自殺とみられているが、兆民は後にその死については「読書生活だったので、履歴が存在しない」と徳富蘇峰に書き送った。